# 彼得·安东尼
彼得·安东尼（英語：Peter Antonie，1958年5月11日—），澳大利亚男子赛艇运动员。他曾代表澳大利亚参加1988年、1992年和1996年夏季奥林匹克运动会赛艇比赛，其中1992年奥运会获得一枚金牌。